# Johannes Lindéus
Johannes Lindéus (...) è un giocatore di football americano svedese, che gioca come wide receiver per gli Örebro Black Knights..
Ha giocato per il City College of San Francisco.

## Palmarès
- 1 SM-final (2021)